# Tribunal administratif du Conseil de l'Europe

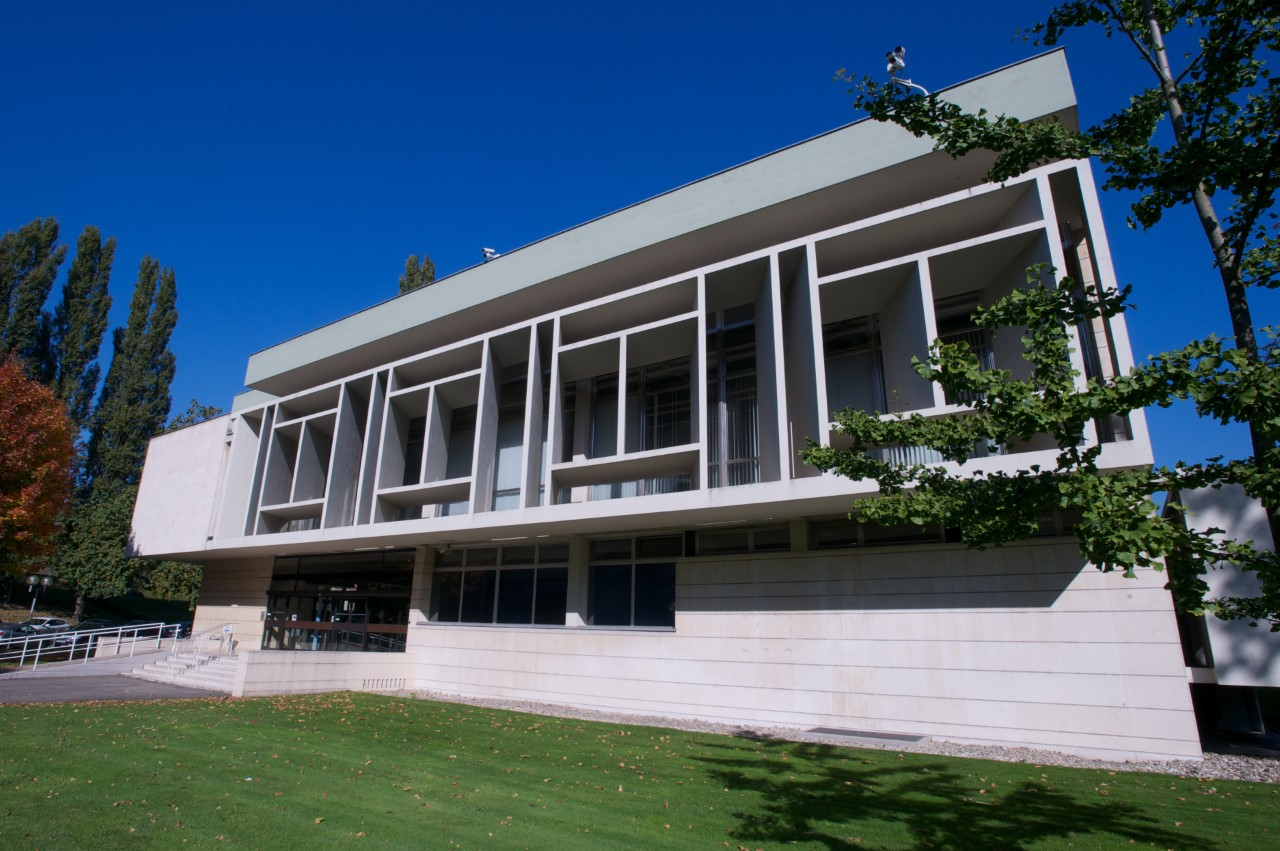
Bâtiment du Tribunal Administratif du Conseil de l'Europe, Strasbourg.

Le Tribunal administratif du Conseil de l'Europe (TACE), anciennement Commission de recours du Conseil de l'Europe jusqu’au 5 avril 1994, est une juridiction administrative internationale.

## Fonction
Le Tribunal est habilité à trancher le contentieux du travail entre les agents et anciens agents du Conseil de l'Europe, ainsi que leurs ayants droit, et leur employeur. Il est créé en 1965 et est installé à Strasbourg en France, siège du Conseil de l’Europe.

## Statut
Totalement indépendant du Comité des Ministres du Conseil de l’Europe comme de son Administration, le Tribunal est doté d'un statut qui lui est propre, et d'un règlement intérieur qu'il édicte lui-même.

## Organisations affiliées
Trois organisations internationales autres que le Conseil de l’Europe ont reconnu la compétence du Tribunal afin qu’il puisse examiner les litiges du travail entre les organisations en question et leurs agents :  
- La Commission centrale pour la navigation du Rhin (CCNR), depuis le 16 décembre 2014[1] ;
- La Conférence de la Haye de droit international privé (HCCH), depuis le 24 novembre 2017[2] ;
- L’Organisation intergouvernementale pour les transports internationaux ferroviaires (OTIF), depuis le 8 décembre 2017[3].

## Juges
Pour un mandat de 3 ans ayant débuté le 1er avril 2021, le Tribunal Administratif du Conseil de l’Europe se compose comme suit:
- Mme Nina Vajić, Présidente

- M. András Baka, Président suppléant

- Mme Lenia Samuel, Juge

- M. Thomas Laker, Juge

- Mme Françoise Tulkens, Juge suppléante

- M. Christos Vassilopoulos, Juge suppléant